# 阿梅尼亞 (安蒂奧基亞省)

阿梅尼亞（西班牙語：Armenia），是哥倫比亞的城鎮，位於該國西北部安蒂奧基亞省，始建於1864年，面積110平方公里，海拔高度1,800米，2002年人口7,006，人口密度每平方公里63.7人。